# Máximo Banguera
Máximo Orlando Banguera Valdivieso (* 16. Dezember 1985 in Guayaquil) ist ein ecuadorianischer Fußballspieler.

## Sportlicher Werdegang
Banguera begann seine Karriere beim Club Deportivo Espoli, wo der Torwart 2004 aus der Jugend in die Wettkampfmannschaft stieß. Mit dem Klub stieg er zeitweise in die Serie B ab, schaffte aber Ende 2007 die Rückkehr in die Serie A. Dort avancierte er zum ecuadorianischen Nationalspieler, als er im März 2008 beim 3:1-Erfolg gegen Haiti das Tor der Nationalmannschaft hütete. 2009 wechselte er innerhalb der ecuadorianischen Meisterschaft zum Barcelona Sporting Club, für den er bis 2019 zwischen den Pfosten stand. 
Nachdem Banguera bei der Copa América 2011 hinter Marcelo Elizaga Ersatzmann gewesen war, rückte er zwischenzeitlich zur Nummer 1 auf. Später eroberte Alexander Domínguez jedoch unter Nationaltrainer Reinaldo Rueda den Stammplatz zwischen den Pfosten, so dass Banguera zwar im Kader für die Weltmeisterschaftsendrunde 2014 stand, aber neben Adrián Bone nur einer der Ersatzmänner beim frühzeitigen Ausscheiden am Ende der Gruppenphase war. Das Schicksal des Ersatztorhüters verfolgte ihn auch bei der Copa América Centenario 2016 sowie der Copa América 2019. In der Vorbereitung des Turniers hatte er dabei bei der 2:3-Niederlage gegen Mexiko das letzte seiner 36 Länderspiele bestritten.
2020 wechselte Banguera zum CD El Nacional, zog aber zeitnah zum Delfín Sporting Club weiter. 2021 wurde er zeitweise an den Guayaquil City FC verliehen. Im Januar 2023 schloss er sich Naranja Mekánica an.